# Amiguetes Entertainment
Amiguetes Entertainment es una productora de cine y televisión creada por Santiago Segura y Juan Dakas en 1994.

## Cine

### Largometrajes
| Película                                  | Presupuesto | Taquilla Mundo | Beneficio (estimación) |
| ----------------------------------------- | ----------- | -------------- | ---------------------- |
| Torrente 5                                | 8 500 000   | 19 137 895     | 2 200 000              |
| Torrente 4                                | 10 000 000  | 19 137 895     | 525 842                |
| Tensión sexual no resuelta                | 4 200 000   | 2 051 568      | −3 071 563             |
| La máquina de bailar                      | 2 600 000   | 585 410        | −2 278 024             |
| Torrente 3, el protector                  | 5 000 000   | 18 168 924     | 4 992 908              |
| El asombroso mundo de Borjamari y Pocholo | 2 408 639   | 3 459 101      | −506 133               |
| Promedio Rojo                             | 500 000     | 129 000        | −429 050               |
| Una de zombis                             | 1 200 000   | 1 250 000      | −512 500               |
| El oro de Moscú                           | 3 000 000   | 5 809 747      | 195 360                |
| Asesino en serio                          | 2 500 000   | 3 025 269      | −836 102               |
| Torrente 2, misión en Marbella            | 2 800 000   | 22 142 173     | 9 378 195              |
| Total                                     | 34 208 639  | 75 759 087     | 7 458 859              |

### Cortometrajes
- Evilio
- Perturbado
- El purificador (Evilio vuelve)

## Televisión
- Sabías a lo que venías